# オハヨー! 日本列島
オハヨー! 日本列島（オハヨーにっぽんれっとう）は、文化放送が1969年10月13日から1975年4月4日まで平日の午前中に放送したラジオ番組である。
1974年4月6日までは土曜日も放送されていた。

## 放送時間
- 月 - 土曜 8:00 - 8:45 （1969年10月 - 1970年3月）
- 月 - 土曜 7:50 - 9:00 （1970年4月 - 1971年3月）
- 月 - 土曜 7:30 - 9:00 （1971年4月 - 1971年9月）
- 月 - 土曜 7:00 - 9:00 （1971年10月 - 1974年4月）[1]
- 月 - 金曜 7:00 - 8:30 （1974年4月 - 1975年4月）

## 出演者
- 平日
  - 芥川隆行（初代、1974年4月まで）
    - 1974年4月から、月 - 金曜 8:30 - 9:30放送の朝ワイド『お元気ですか 芥川隆行です』へ異動。

  - 芥川麻実子（芥川隆行と共演、1974年4月まで）
  - 羽佐間道夫（2代目、1974年4月 - 1975年4月）
- 土曜日
  - 桑原アキラ（初代）
  - 桂竜也（2代目、1974年4月まで）
  - 丹羽孝子（桂竜也と共演、1974年4月まで）

## コーナー
- 文化放送朝7時のニュースレーダー
- 天気予報
- こころのうた
- おはようグッド・ドライバー
- 交通情報
- 芥川隆行の歌謡世相史 （1973年当時）[2]
- 麻実子と小父さん （1973年当時）[2]
- けさのオピニオン （1973年当時）[2]
- 信也のなんでもディスカバろう （1973年当時）[2]
- 芥川講談 （1973年当時）[2]
- 追跡テレフォン （1974年 - 1975年当時）[3]
- モーニング・トピックス （1974年 - 1975年当時）[3]
- ミュージック・イン・ザ・スカイ （1974年 - 1975年当時）[3]
- トピッカー朝をゆく （1974年 - 1975年当時）[3]
- タウン情報 （1974年 - 1975年当時）[3]
- ワンポイントイングリッシュ （1974年 - 1975年当時）[3]
- ナウNOWミニ事典 （1974年 - 1975年当時）[3]
- 和泉雅子と羽佐間道夫の気になる朝 （1974年 - 1975年当時）[3]
- ご存知ですか こんなこと[4]